# Sous-direction de la Police judiciaire
La Sous-direction de la Police judiciaire - SDPJ è, all'interno della Gendarmerie nationale française, una componente importante della Direction des opérations et de l'emploi (DOE) della Direction générale de la Gendarmerie nationale (DGGN).

## Composizione dell'SDPJ
- Il Bureau de la police judiciaire (BPJ) - le Bureau des affaires criminelles (BAC) - il Bureau de la lutte anti-terroriste (BLAT);
- Quattro sedi: l'Office central de lutte contre la délinquance itinérante (OCLDI) - l'Office central de lutte contre le travail illégal (OCLTI) - l'Office central de lutte contre les atteintes à l'environnement et à la santé publique (OCLAESP) - e l'Office central de lutte contre les crimes contre l'humanité, les génocides et les crimes de guerre (OCLCH):
- L'SDPJ ha anche per l'impiego l'Institut de recherche criminelle de la gendarmerie nationale (IRCGN) e il Service central de renseignement criminel (SCRC), entrambi situati a Pontoise all'interno del Pôle judiciaire de la Gendarmerie nationale (PJGN).

## Responsabilità
- partecipare all'interno del Ministero dell'interno e al fianco del Ministero della giustizia (DACG) nella redazione dei testi legislativi e regolamentari in materia di polizia giudiziaria;
- definire nel proprio ambito di competenza i principi di azione e la dottrina dell'occupazione delle unità della Gendarmerie nationale;
- guidare la raccolta, l'uso e la diffusione delle informazioni operative;
- monitorare, supportare e coordinare, su tutto il territorio nazionale e ferme restando le prerogative dei diversi livelli gerarchici, l'attività di polizia giudiziaria delle unità di gendarmeria, tra cui:
  - a livello nazionale, le sezioni di ricerca delle gendarmerie specializzate (gendarmerie des transports aériens, gendarmerie maritime, gendarmerie de l'armement e gendarmerie de l'air) e le cellules temporaires d'enquête create a livello centrale;
  - a livello zonale e regionale, quasi 40 sections de recherches (SR) della Gendarmerie départementale, una dozzina di groupes d'observation et surveillance (GOS), groupes d'observation et surveillance (GOS), sections d'appui judiciaire) e i groupes d'intervention régionaux (GIR; il 40% è comandato da un ufficiale della gendarmeria);
  - a livello dipartimentale e locale, quasi 400 brigades de recherches (BR) e circa 100 brigade départementale de renseignements et d'investigations judiciaire (BDRIJ) che agiscono in aggiunta alle 4.000 brigades territoriales (BT) o plotons de gendarmerie.

Mantiene stretti rapporti con la Direction centrale de la Police judiciaire (DCPJ) della Police nationale, all'interno della quale è collocata una missione di collegamento della gendarmerie, nonché con la Sous-direction de l'anticipation opérationnelle (SDAO) della DGGN per quanto riguarda l'esercizio della missione di intelligence BLAT.